# Алба (Испания)
Вижте пояснителната страница за други значения на Алба.
Алба (на испански: Alba) е село в Испания, провинция Теруел, намираща се в състава на автономната област Арагон. Население 185 жители по данни от 1 януари 2017 г.